# Laval-d’Aix

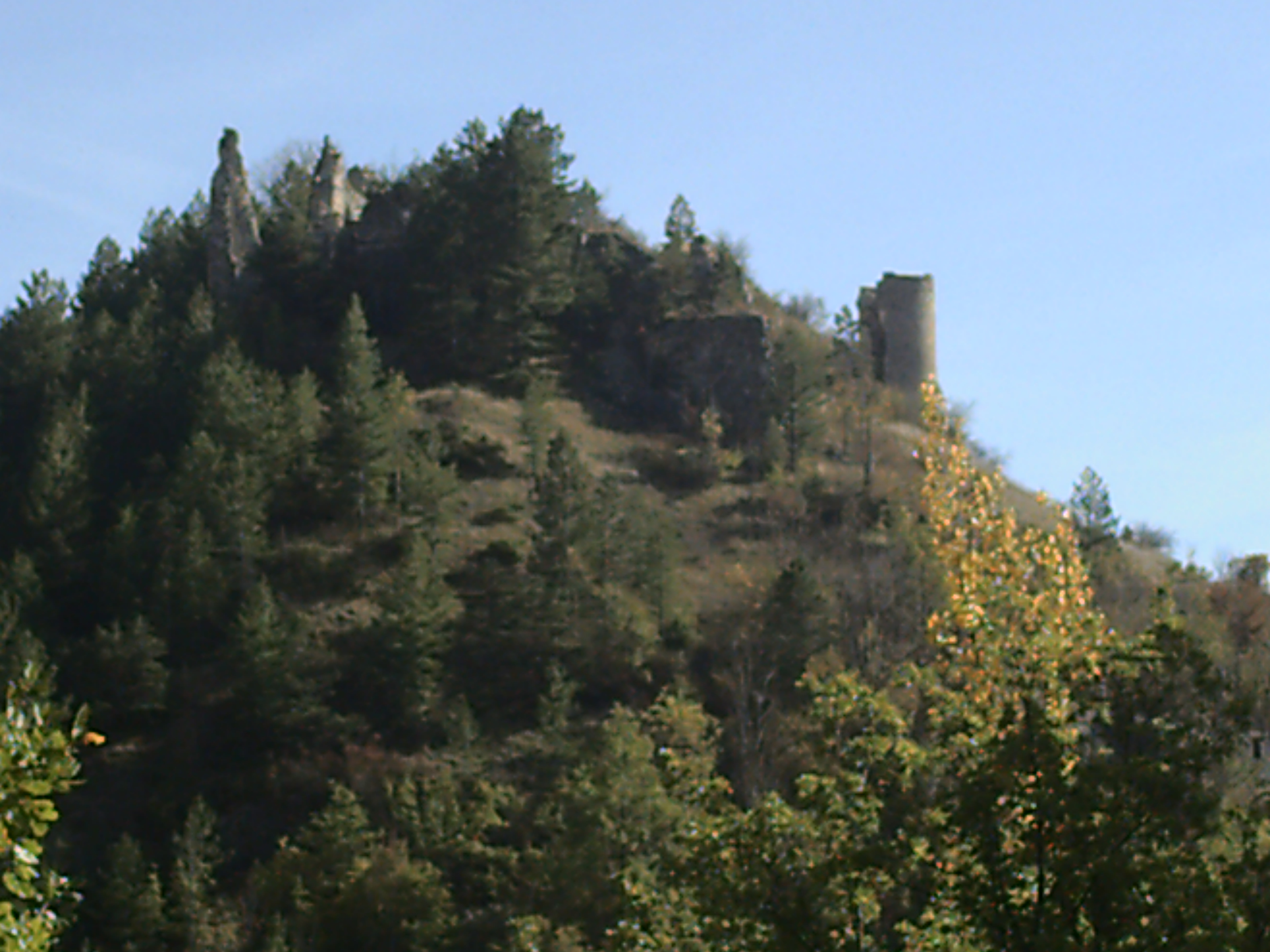
Ruiny zamku w Laval-d’Aix, 2007

Laval-d’Aix – miejscowość i gmina we Francji, w regionie Owernia-Rodan-Alpy, w departamencie Drôme.
Według danych na rok 1990 gminę zamieszkiwały 83 osoby, a gęstość zaludnienia wynosiła 4 osób/km² (wśród 2880 gmin regionu Rodan-Alpy Laval-d’Aix plasuje się na 1537. miejscu pod względem liczby ludności, natomiast pod względem powierzchni na miejscu 474.).